# 頸長筋
頸長筋（けいちょうきん、英語: longus coli muscle）は頸部の筋肉のうち、頸椎に沿うように前方に存在する筋肉である。上斜部、垂直部、下斜部の三部に分けられる。頸部を前屈させる作用を持つ。
頸長筋の起始は、上斜部において第3～第5頸椎の横突起、垂直部において第5頸椎～第7頸椎と第1胸椎～第3胸椎の椎体、下斜部において第1胸椎～第3胸椎の椎体である。
頸長筋の停止は、上斜部において環椎の前結節、垂直部において第2～第4頸椎の椎体、下斜部において第6～第7頸椎の横突起である。